# Псевдо-Белецкий
Псевдо-Белецкий, или «Докладная записка академика А. И. Белецкого», — чрезвычайно сомнительный документ по источниковедению Нового Завета, созданный в 1960-е годы в самиздате и имеющий хождение (публикуемый и выступающий в качестве источника) в православно-апологетических материалах.
Документ написан от лица известного специалиста по русскому и украинскому литературоведению, академика АН СССР А. И. Белецкого (1884—1961), и представляет собой докладную записку, по одной из версий поданную академиком незадолго до смерти в ЦК Компартии Украины в ответ на просьбу прорецензировать материалы официальной советской атеистической пропаганды. В «Докладной записке…», имеющей прямую христианско-апологетическую направленность, содержится, наряду с полемикой с авторами антирелигиозных книг и брошюр, сенсационное указание на то, что исследователям якобы доступно огромное число древних источников, содержащих свидетельства очевидцев воскресения Иисуса Христа.

## История возникновения, публикация и апологетическая эксплуатация
О происхождении документа известно только, что он распространялся (под именем Белецкого) в самиздате еще с 1960-х гг. Имеются несколько версий документа различной длины, содержащие различное количество ошибок и опечаток. Так, в одной из версий хотя бы имена специалистов по древней истории В. П. Бузескула и И. В. Нетушила упоминались без ошибок, в другой — Бузескул превратился в «Вузескула», а Нетушил — в «Петушина». Первая печатная публикация источника состоялась в 1993 году, в газете «Русский Вестник» (№ 11) под названием «Воскресение Христово видевше…». В последующие годы документ неоднократно упоминался как в печатных, так и в электронных СМИ.

## Критика
Несмотря на то, что А. И. Белецкий не скрывал своих религиозных убеждений (так, в 1920-е годы он был церковным старостой в одном из храмов Харькова), текст «Докладной записки…» не выдерживает, однако, ни внешней (вопросы принадлежности источника приписываемому автору), ни внутренней (вопросы достоверности приводимых в источнике сведений) критики.
В пользу подложности «Докладной записки…» говорят следующие особенности её содержания.

### Неизвестность цитируемых авторомисточниковсенсационных свидетельств о воскресенииИисуса Христа
Ни один из источников нигде не введён в оборот, на них не ссылается ни один специалист по источниковедению Нового Завета и истории раннего христианства. Так, автор насчитывает 230 «вполне надёжных свидетельств» о воскресении Иисуса Христа и делает множество всевозможных построений, уверяя, что «для каждого сколько-нибудь сведущего историка факт воскресения неоспорим»:

В общей сложности, по подсчетам крупнейшего знатока римской исторической литературы академика И. В. Нетушила, число вполне надежных свидетельств о воскресении Христа превышает двести десять; по нашим подсчётам, это число ещё больше — двести тридцать, ибо к данным Нетушила нужно добавить ещё те исторические памятники, которые были обнаружены после выхода его работы.

В настоящее время для каждого сколько-нибудь сведущего историка факт воскресения неоспорим. Не только крупные, но и просто добросовестные историки не высказывают уже больше никакого сомнения по этому поводу.

Сомнения в воскресении были рассеяны, главным образом, из-за важнейших находок, которых было много. Первые еще относятся к девятнадцатому веку, а последние к нашим дням. Огромная важность последних находок так велика, что о них сообщалось даже в нашей печати, правда, лишь о некоторых составных частях. Это древнейшие еврейские тексты. Они буквально потрясли весь мир.

### Общий стиль аргументации совершенно немыслим для маститого учёного-филолога
«Докладная записка…» не содержит ни одной точной ссылки на источники; автор часто прибегает к внушению веры в авторитет; «свои суждения» высказывает «со всею определенностью и решительностью», но без убедительной аргументации, что напоминает «промывание мозгов» (как то: «добросовестные историки не высказывают уже больше никакого сомнения по этому поводу», «эти положения высказаны в науке 100—150 лет назад и после того давно уже решительно отвергнуты», «в настоящее время никто из ученых не повторяет домыслов о вписках у Флавия… тот, кто продолжает это делать, показывает, что он отстал лет на девяносто» и т. п.).
С другой стороны, если «Докладная записка…» действительно была подана учёным, академиком в ЦК Коммунистической партии Украины в форме целевого личного письма, записки, то сама форма текста не предполагает найти в нём характер научной работы или научной статьи и, таким образом, некорректно оценивать документ по всей строгости критериями, предъявляемыми к научным публикациям. Но в этом случае, очевидно, бремя анализа текста и приведения его к пригодному для ввода в научный и апологетический оборот виду возлагается на публикатора текста

### Неуместная в контексте данного документаполитическаяокрашенность
Записка, якобы поданная в ЦК Коммунистической партии Украины как экспертная, содержит ряд грубых антисемитских выпадов в отношении оппонентов. Автор приводит подборку имён «наших ведущих антирелигиозников» и ниже пытается показать их невысокий профессиональный уровень; легко заметить, что все «ведущие антирелигиозники» оказываются носителями еврейских фамилий:

В высшей степени показательно, что среди наших антирелигиозников никогда не было не только крупного исследователя, но даже заурядного ученого. Кто, собственно, наши ведущие антирелигиозники?
Губельман (под псевдонимом Ярославского); Шнейдер (под псевдонимом Румянцева); Фридман (под псевдонимом Кандидова); Эдельштейн (под псевдонимом Захарова); Эпштейн (под псевдонимом Яковлева), занимал пост заведующего отделом антирелигиозной литературы в центральном совете союза воинствующих безбожников; Ракович, Шахнович, Скворцов-Степанов и другие активные руководители этого союза: Д. Михневич, М. Искинский, Ю. Коган, Г. Эйльдерман, Ф. Сайфи, А. Ранович, Ю. Ганф, М. Шейнман, М. Альтшулер, В. Дорфман, Ю. Вермель, К. Берковский, М. Персиц, С. Волыфзон, Д. Зильберберг, И. Гринберг, А. Шлитер.

### Несоответствие свидетельств «Докладной записки…» повествованию каноническихЕвангелий, защищаемых автором от критики
По свидетельствам «от Белецкого» выходит, что у гроба Иисуса Христа в момент воскресения стояла целая толпа любопытствующих зевак.

### Лингвистическиенестыковки
Почему у некоторых евреев эпохи Иисуса Христа имена, похожие на имена на идиш: Миферкант (по другой версии — Маферкант), Ферман, Шербрум?

### Утверждение, что Фридрих Энгельс к концу жизни признал «факт воскресенияХриста»
Автором делается сенсационное безосновательное утверждение (вполне согласуясь с общим стилем документа), что Фридрих Энгельс к концу своей жизни признал «факт воскресения Христа».
В подтверждение этому приводится следующая фраза, которую Энгельс якобы написал «в предисловии к переизданию своих сочинений», но якобы ни разу не переведённую на русский язык «в изданиях Маркса и Энгельса» (о каких именно книгах идёт речь и кто выполнил перевод фразы на русский язык — не уточняется):

Новейшие каппадокийские открытия обязывают изменить наш взгляд на некоторые немногие, но важнейшие события мировой истории, и то, что казалось ранее достойным внимания только мифологов, должно будет отныне привлечь и внимание историков. Новые документы, покоряющие скептиков своей убедительностью, говорят в пользу наибольшего из чудес в истории, о возвращении к жизни. Того, Кто был лишён её на Голгофе.

Всё перечисленное не позволяет считать «Докладную записку…» принадлежащей академику Белецкому, а её содержание — сколько-нибудь достоверным. В том виде, в котором «Докладная записка…» выступает в публикациях, она не может служить серьёзным материалом апологетической направленности.

## Выводы[чьи?]
В истории с «Докладной запиской…» остаются вопросы, на которые пока нет ответа, и главные из них — кто же подлинный её автор, и с какой целью её сочинили: то ли атеисты решили посмеяться над доверчивостью христиан, чтобы некоторые из них приняли явную подделку за чистую монету, то ли кто-то из «ревностных не по разуму» христиан написал эту фальшивку, компрометирующую не только православную апологетику, но и Белецкого]
Однако бесспорно, что сведения из «Докладной записки…» нуждаются в тщательной проверке и подведении чёткой источниковой базы (чего не сделано ни в одной публикации «Докладной записки…» и ни в одном материале, основанном на «Докладной записке…»), тогда как в «чистом виде» этот документ не может иметь ценности надёжного источника, и всякая ссылка на него в апологетических целях — плод либо невежества, либо недоразумения.